# 蜜源植物

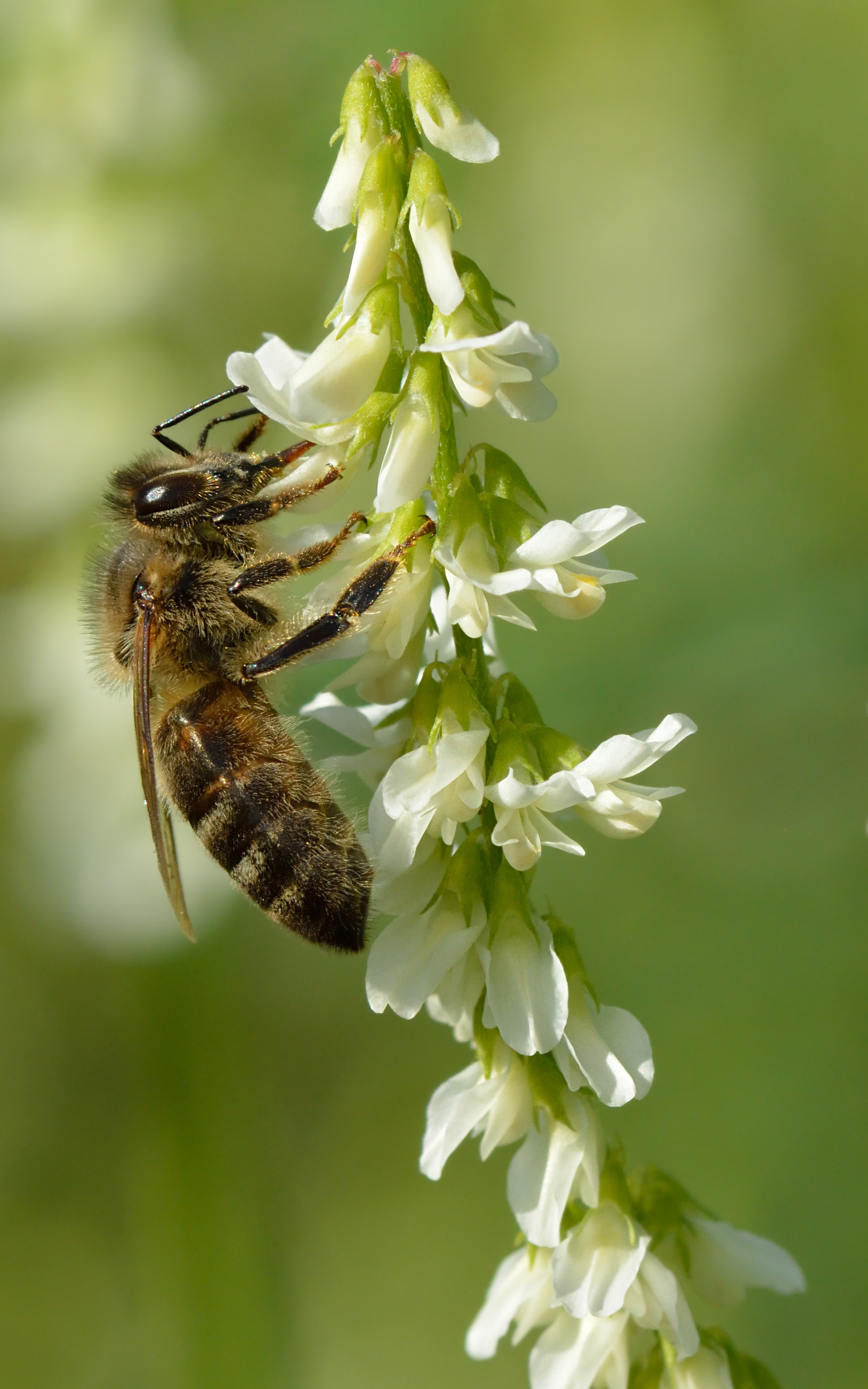
Melilotus albus

蜜源植物（みつげんしょくぶつ）とは、ミツバチが蜂蜜を作るために花から蜜を集める植物である。

## 概要
ミツバチは多種多様な植物の花から、時には単一種の花から蜜および花粉を集めて食料として貯蔵・利用する。
あらゆる植物の花がミツバチに利用されるわけではなく、特に蜜が多く良質な蜂蜜をもたらす植物が養蜂家に知られており、蜜源植物の開花期・分布にあわせてミツバチを巣箱ごと大規模に移動させることもある。
人間が意識的に育てる蜜源植物の多くは緑肥、果樹、街路樹など多くの用途を持つ。

## 主な蜜源植物
- レンゲ
- レモンバーム
- ニセアカシア
- ミカン
- クローバー
- ソバ
- クリ
- ラベンダー
- コーヒーノキ
- ユリノキ
- トチノキ
- シナノキ
- カラスザンショウ

### 歴史
レモンバームの英語名Melissaとも関連している。